# 24. децембар
24. децембар (24.12.) је 358. дан године по грегоријанском календару (359. у преступној години). До краја године има још 7 дана.

## Догађаји
- 1777 — Џејмс Кук је открио Божићно острво, данашње Киритимати.
- 1814 — САД и Велика Британија потписале мир у Генту у Белгији, окончавши рат из 1812.
- 1838 — Под притиском Русије и политичких противника у Србији кнез Милош Обреновић прихватио "Турски устав" којим је ограничена апсолутна кнежева власт.
- 1865 — У месту Пуласки у америчкој држави Тенеси основана расистичка организација белаца "Кју-клукс-клан".
- 1871 — Премијера Вердијеве опере "Аида" одржана у Каиру, месту где се и одиграва радња драме.
- 1914 — Немачки авион бацио једну бомбу на Довер, у Првом светском рату, што је био први напад из ваздуха у историји Велике Британије.
- 1914 — Почело је Божићно примирје у Првом светском рату.
- 1924 — Албанија је постала република.
- 1942 — На немачком експерименталном полигону у месту Пенеминде извршена успешна проба нове ракете „земља-земља“ „ФЗГ76", касније познате као "V-1".
- 1943 — Амерички генерал Двајт Д. Ајзенхауер у Другом светском рату именован за команданта Врховног штаба савезничких експедиционих снага за инвазију на окупирану Француску.
- 1944 — У Новом Саду изашао први број дневног листа на мађарском језику „Сабад Вајдашаг“, који је у септембру 1945. променио назив у "Мађар со".
- 1951 — Проглашено Уједињено Краљевство Либија са емиром ел-Идризом као сувереном. У септембру 1969. краљ Идриз свргнут у војном удару под вођством Муамера Гадафија, који је потом прогласио републику.
- 1989 — Свргнути премијер Панаме, генерал Мануел Норијега, склонио се пред америчким окупационим трупама у дипломатско представништво Ватикана у Панама Ситију и затражио политички азил.
- 1994 — Исламски терористи приликом отмице француског путничког авиона у Алжиру убили две особе и узели за таоце њих 239.
- 1995 — На парламентарним изборима у Турској највише гласова освојила исламистичка Партија просперитета, што је била прва изборна победа исламиста у 72-годишњој историји секуларне Турске.
- 1996 — Током грађанског протеста у Србији због фалсификовања резултата локалних избора јаке полицијске снаге интервенисале у центру Београда да би раздвојиле присталице председника Србије Слободана Милошевића и опозиционе коалиције „Заједно“. Пред почетак митинга из пиштоља тешко рањен Ивица Лазовић, члан Српског покрета обнове.
- 1997 — Муслимански фундаменталисти у два масакра убили 59 цивила у Алжиру.
- 1999 — „Мали принц“, дело Антоана де Сент Егзиперија проглашено за књигу века у Француској.
- 2000 — Током четвородневне побуне у затворима у Турској убијено 28 људи.

## Рођења
- 1166 — Јован без Земље, енглески краљ. (прем. 1216)[1]
- 1761 — Селим III, турски султан. (прем. 1808)[2]
- 1798 — Адам Мицкјевич, пољски књижевник. (прем. 1855)[3]
- 1818 — Џејмс Џул, енглески физичар, математичар и пивар. (прем. 1889)[4]
- 1837 — Елизабета Баварска, аустријска царица и мађарска краљица. (прем. 1898)[5]
- 1861 — Емануел Ласкер, немачки шахиста, математичар и филозоф. (прем. 1941)[6]
- 1863 — Љубомир Давидовић, српски политичар. (прем. 1940)[7]
- 1875 — Ото Ендер, аустријски политичар, 12. канцелар Аустрије (1930—1931). (прем. 1960)[8]
- 1883 — Стојан Аралица, српски сликар и графичар. (прем. 1980)[9]
- 1890 — Божидар Аџија, југословенски правник, политичар и публициста, народни херој Југославије. (прем. 1941)[10]
- 1922 — Ава Гарднер, америчка глумица и певачица. (прем. 1990)[11]
- 1934 — Стјепан Месић, хрватски адвокат и политичар, 2. председник Хрватске (2000—2010).[12]
- 1945 — Леми Килмистер, енглески музичар, најпознатији као суоснивач, певач и басиста групе Mötorhead. (прем. 2015)
- 1950 — Милутин Јевђенијевић, српски епизодни глумац.[13]
- 1961 — Илхам Алијев, азербејџански политичар, 4. председник Азербејџана.[14]
- 1961 — Вејд Вилијамс, амерички глумац.[15]
- 1970 — Амори Ноласко, порторикански глумац и продуцент.[16]
- 1971 — Рики Мартин, порторикански певач и глумац.[17]
- 1973 — Стефени Мајер, америчка књижевница.[18]
- 1973 — Игор Михајловски, македонски кошаркаш и кошаркашки тренер.[19]
- 1974 — Иван Ранђеловић, српски фудбалски голман.[20]
- 1974 — Марсело Салас, чилеански фудбалер.[21]
- 1980 — Стивен Апија, гански фудбалер.[22]
- 1988 — Никола Мектић, хрватски тенисер.[23]
- 1989 — Стив Џонсон, амерички тенисер.[24][25]
- 1991 — Луис Томлинсон, енглески музичар, најпознатији као члан групе One Direction.[26]

## Смрти
- 1524 — Васко да Гама, португалски истраживач и морепловац. (рођ. 1460).[27]
- 1863 — Вилијам Мејкпис Текери, енглески књижевник. (рођ. 1811)[28]
- 1918 — Јевто Дедијер, српски географ и писац. (рођ. 1880)[29]
- 1935 — Албан Берг, аустријски композитор. (рођ. 1885)
- 1979 — Руди Дучке, немачки социолог и политички активиста. (рођ. 1940)[30]
- 1982 — Луј Арагон, француски песник и писац. (рођ. 1897)[31]
- 1994 — Џон Озборн, енглески драматург, сценариста и глумац. (рођ. 1929)
- 1996 — Милан Васојевић, српски кошаркашки тренер. (рођ. 1932)
- 1997 — Тоширо Мифуне, јапански глумац. (рођ. 1920)
- 2006 — Мирко Сандић, српски ватерполиста и ватерполо тренер. (рођ. 1942)
- 2008 — Харолд Пинтер, енглески драматург, сценариста, писац, песник, редитељ и глумац, добитник Нобелове награде за књижевност (2005). (рођ. 1930)[32]
- 2010 — Љубомир Ћипранић, српски глумац. (рођ. 1936)
- 2016 — Ричард Адамс, енглески писац. (рођ. 1920)
- 2016 — Лиз Смит, енглеска глумица. (рођ. 1921)
- 2020 — Александар Ивош, српски фудбалер. (рођ. 1931)

## Празници и дани сећања
- Српска православна црква данас прославља
  - Преподобни Данило Столпник